# 石寓 (鑽石山)
石寓是前大磡村僅存的建築物。該建築位於香港九龙黄大仙区大磡大觀園4號。2002年，香港古物咨询委员会將石屋評為三级历史建筑。

## 歷史
石寓建於20世紀40年代。它採用鑽石山採石場的花崗岩建成，是該地區的典型建築，其建造靈感來源於中國四大古典小說之一的红楼梦。1947年，楊守仁購得土地，並將其命名為大觀園；隨後，該地區建立了幾家電影製片廠。隨後，一些商人建起了兩層的石寓，為藝術家和電影製作人提供住所。
石寓的主人是原上海交通銀行經理吳君肇，他在1950至1960年代期間將其租給了演員喬宏。位於大觀園5號、現已拆除的房屋，曾是電影導演李翰祥的住所。

## 重建
9月6日，東方日報刊登文章，解釋政府建議將該建築降為“零級”建築。報章文章暗示，擬議的新分類可能旨在簡化沙中线的建设。“零级”評級於2010年8月31日得到確認